# وزارة الموارد المائية (سوريا)
وزارة الموارد المائية كانت إحدى إدارات الحكومة السورية. كانت الوزارة مسؤولة عن المسؤولة عن رسم السياسة المائية في سوريا، وكان عدد من المؤسسات والشركات الحكومية تابعًا لها. في 29 آذار 2025 ونتيجة لتشكيل الحكومة الانتقالية السورية دُمجت ووزارة الموارد المائية ووزارة النفط والثروة المعدنية ووزارة الكهرباء لتُشكل وزارة الطاقة.

## تاريخ الوزارة
عُدل اسم وزارة الأشغال العامة ليصبح وزارة الأشغال العامة والثروة المائية بموجب المرسوم رقم 11 لعام 1967
أحدثت وزارة الري بالقانون رقم 16 لعام 1982 كعملية تجميع للمهام التي كانت موزعة على عدد من الجهات العامة (وزارة الأشغال العامة والثروة المائية – ووزارة سد الفرات) ثم ألحقت بها المؤسسات النوعية في حوض الفرات التي جرى إحداثها بعد إنجاز السد وهي المؤسسة العامة لاستصلاح الأراضي والمؤسسة العامة لاستثمار وتنمية حوض الفرات كما ألحقت بها المؤسسة العامة لسد الفرات، وفي العام 2005 ألحقت الشركة العامة للمشاريع المائية والشركة العامة للدراسات المائية بالوزارة، وفي في عام 2005 وبهدف تطوير عملية التخطيط لقطاع المياه في سوريا أحدثت " الهيئة العامة للموارد المائية لتحل محل مديريات الري العامة للأحواض المائية. وفي العام 2012 تم احداث وزارة الموارد المائية لتحل محل وزارة الري وتم ربط مؤسسات مياه الشرب وشركات الصرف الصحي في المحافظات لتصبح تابعة لها.

## المديريات والهيئات التابعة للوزارة
- مديرية النظم والتقانة
- مديرية الموارد البشرية
- مديرية الري والصرف
- مديرية التخطيط والتعاون الدولي
- مديرية الشؤون القانونية
- مديرية مياه الشرب
- مديرية التنمية الادارية
- مديرية التجهيزات وترشيد الطاقة
- مديرية الصرف الصحي
- مديرية المياه الدولية والسدود

## قائمة الوزراء
| الصورة                              | الاسم (مواليد–وفاة)                 | فترة شغل المنصب                     | فترة شغل المنصب                     | فترة شغل المنصب                     | الحكومة | ملاحظات                     |  |
| الصورة                              | الاسم (مواليد–وفاة)                 | تولى المنصب                         | غادر المنصب                         | المدة                               | الحكومة | ملاحظات                     |  |
| وزير ....                           | وزير ....                           | وزير ....                           | وزير ....                           | وزير ....                           | وزير .... | وزير ....                   |  |
| ----------------------------------- | ----------------------------------- | ----------------------------------- | ----------------------------------- | ----------------------------------- | --- | --------------------------- |  |
|                                     | الاسم (0000–0000)                   | 01 شهر 0000                         | 01 شهر 0000                         | 1 سنة و31 أيام                      | الحكومة |                             |  |
| وزير الأشغال العامة والثروة المائية |                                     |                                     |                                     |                                     | |                             |  |
|                                     | ممدوح جابر (1928–0000)              | 16 تشرين الأول 1966                 | 29 أيار 1969                        | 2 سنوات و225 أيام                   | حكومة يوسف زعين الثانية حكومة نور الدين الأتاسي                                                                    | [ 10 ] [ 5 ] [ 11 ]         |  |
|                                     | سامي صوفان (0000–0000)              | 29 أيار 1969                        | 15 تشرين الثاني 1970                | 1 سنة و170 أيام                     | حكومة نور الدين الأتاسي                                                                                            | [ 12 ]                      |  |
| وزير الأشغال العامة والثروة المائية | وزير الأشغال العامة والثروة المائية | 21 تشرين الثاني 1970                | 7 آب 1976                           | 5 سنوات و260 أيام                   | حكومة حافظ الأسد حكومة عبد الرحمن خليفاوي الأولى حكومة محمود الأيوبي                                               | [ 13 ] [ 14 ] [ 15 ]        |  |
|                                     | عبد الغني قنوت (1922–2001)          | 21 تشرين الثاني 1970                | 7 آب 1976                           | 5 سنوات و260 أيام                   | حكومة حافظ الأسد حكومة عبد الرحمن خليفاوي الأولى حكومة محمود الأيوبي                                               | [ 13 ] [ 14 ] [ 15 ]        |  |
| وزير سد الفرات                      | وزير سد الفرات                      | 21 تشرين الثاني 1970                | 1 أيلول 1974                        | 3 سنوات و284 أيام                   | حكومة حافظ الأسد حكومة عبد الرحمن خليفاوي الأولى حكومة محمود الأيوبي                                               | [ 13 ] [ 14 ] [ 15 ]        |  |
|                                     | منير ونوس (0000–0000)               | 21 تشرين الثاني 1970                | 1 أيلول 1974                        | 3 سنوات و284 أيام                   | حكومة حافظ الأسد حكومة عبد الرحمن خليفاوي الأولى حكومة محمود الأيوبي                                               | [ 13 ] [ 14 ] [ 15 ]        |  |
| وزير الأشغال العامة الثروة المائية  | وزير الأشغال العامة الثروة المائية  | وزير الأشغال العامة الثروة المائية  | 14 كانون الثاني 1980                | 3 سنوات و160 أيام                   | حكومة عبد الرحمن خليفاوي الثانية حكومة محمد علي الحلبي                                                             | [ 16 ] [ 16 ]               |  |
|                                     | ناظم قدور (0000–0000)               | 7 آب 1976                           | 14 كانون الثاني 1980                | 3 سنوات و160 أيام                   | حكومة عبد الرحمن خليفاوي الثانية حكومة محمد علي الحلبي                                                             | [ 16 ] [ 16 ]               |  |
| وزير سد الفرات                      | وزير سد الفرات                      | وزير سد الفرات                      | 14 كانون الثاني 1980                | 5 سنوات و135 أيام                   | حكومة محمود الأيوبي حكومة عبد الرحمن خليفاوي الثانية حكومة محمد علي الحلبي                                         | [ 15 ] [ 17 ] [ 18 ]        |  |
|                                     | صبحي كحالة (1911–؟)                 | 1 أيلول 1974                        | 14 كانون الثاني 1980                | 5 سنوات و135 أيام                   | حكومة محمود الأيوبي حكومة عبد الرحمن خليفاوي الثانية حكومة محمد علي الحلبي                                         | [ 15 ] [ 17 ] [ 18 ]        |  |
| وزير الأشغال العامة والثروة المائية | وزير الأشغال العامة والثروة المائية | وزير الأشغال العامة والثروة المائية | وزير الأشغال العامة والثروة المائية | وزير الأشغال العامة والثروة المائية | حكومة عبد الرؤوف الكسم الأولى                                                                                      | [ 19 ] [ 20 ]               |  |
|                                     | نايف جربوع (0000–0000)              | 14 كانون الثاني 1980                | 11 آذار 1984                        | 4 سنوات و57 أيام                    | حكومة عبد الرؤوف الكسم الأولى                                                                                      | [ 19 ] [ 20 ]               |  |
| وزير سد الفرات                      |                                     |                                     |                                     |                                     | حكومة عبد الرؤوف الكسم الأولى                                                                                      | [ 19 ] [ 20 ]               |  |
|                                     | يحيى الجابر (0000–0000)             | 14 كانون الثاني 1980                | 3 كانون الأول 1981                  | 1 سنة و323 أيام                     | حكومة عبد الرؤوف الكسم الأولى                                                                                      | [ 19 ] [ 20 ]               |  |
|                                     | عبد الرحمن المدني (1931–2013)       | 3 كانون الأول 1981                  | 11 آذار 1984                        | 2 سنوات و99 أيام                    | حكومة عبد الرؤوف الكسم الأولى                                                                                      | [ 19 ] [ 20 ]               |  |
| وزير الري                           |                                     |                                     |                                     |                                     | |                             |  |
|                                     | عبد الرحمن المدني (1931–2013)       | 11 آذار 1984                        | 13 آذار 2000                        | 16 سنوات و2 أيام                    | حكومة عبد الرؤوف الكسم الثانية حكومة عبد الرؤوف الكسم الثالثة حكومة محمود الزعبي الأولى حكومة محمود الزعبي الثانية | [ 21 ] [ 22 ] [ 23 ] [ 24 ] |  |
|                                     | طه الأطرش (0000–0000)               | 13 آذار 2000                        | 13 كانون الأول 2001                 | 1 سنة و275 أيام                     | حكومة مصطفى ميرو الأولى                                                                                            | [ 25 ]                      |  |
|                                     | محمد رضوان مارتيني (0000–0000)      | 13 كانون الأول 2001                 | 18 أيلول 2003                       | 1 سنة و279 أيام                     | حكومة مصطفى ميرو الثانية                                                                                           | [ 26 ]                      |  |
|                                     | نادر البني (0000–0000)              | 18 أيلول 2003                       | 3 تشرين الأول 2010                  | 7 سنوات و15 أيام                    | حكومة محمد ناجي العطري                                                                                             | [ 27 ]                      |  |
|                                     | جورج سومي (1943–)                   | 3 تشرين الأول 2010                  | 23 حزيران 2012                      | 1 سنة و264 أيام                     | حكومة محمد ناجي العطري حكومة عادل سفر                                                                              | [ 28 ] [ 29 ]               |  |
| وزير الموارد المائية                |                                     |                                     |                                     |                                     | |                             |  |
|                                     | بسام حنا (0000–0000)                | 23 حزيران 2012                      | 27 آب 2014                          | 2 سنوات و65 أيام                    | حكومة رياض حجاب حكومة وائل الحلقي الأولى                                                                           | [ 30 ]                      |  |
|                                     | كمال الشيخة (0000–0000)             | 27 آب 2014                          | 3 تموز 2016                         | 1 سنة و311 أيام                     | حكومة وائل الحلقي الثانية                                                                                          | [ 31 ]                      |  |
|                                     | نبيل الحسن (0000–0000)              | 3 تموز 2016                         | 26 تشرين الثاني 2018                | 2 سنوات و146 أيام                   | حكومة عماد خميس | [ 32 ]                      |  |
|                                     | حسين عرنوس (1953–)                  | 26 تشرين الثاني 2018                | 30 آب 2020                          | 1 سنة و278 أيام                     | حكومة عماد خميس | [ 33 ]                      |  |
|                                     | تمام رعد (1965–)                    | 30 آب 2020                          | 13 كانون الأول 2023                 | 3 سنوات و105 أيام                   | حكومة حسين عرنوس الأولى حكومة حسين عرنوس الثانية                                                                   | [ 34 ] [ 35 ]               |  |
|                                     | حسين مخلوف (1964–)                  | 13 كانون الأول 2023                 | 23 أيلول 2024                       | 285 أيام                            | حكومة حسين عرنوس الثانية                                                                                           | [ 36 ]                      |  |
|                                     | معتز قطان (1966–)                   | 23 أيلول 2024                       | 10 كانون الأول 2024                 | 78 أيام                             | حكومة محمد غازي الجلالي                                                                                            | [ 37 ]                      |  |
|                                     | أسامة أبو زيد (0000–0000)           | 19 كانون الأول 2024                 | 29 اذار 2025                        | 100 أيام                            | حكومة محمد البشير                                                                                                  | [ 38 ] [ تنويه 1 ]          |  |

## وصلات خارجية
الموقع الرسمي وزارة الموارد المائية
موقع الحكومة الالكترونية السورية